# San Tropez
„San Tropez“ je čtvrtá skladba z šestého studiového alba anglické rockové skupiny Pink Floyd Meddle, vydaného 30. října roku 1971. Skladbu napsal baskytarista a tehdejší frontman skupiny Roger Waters. Skladba je pojmenována po francouzském městě Saint-Tropez.

## Živé a alternativní verze
Český písničkář Karel Plíhal tuto píseň předělal pod názvem „Snídaně v krávě“.

## Sestava
- Roger Waters – akustická kytara, baskytara, zpěv
- David Gilmour – slide kytara
- Rick Wright – piáno
- Nick Mason – bicí, perkuse